# Osiekowo
Osiekowo [ɔɕeˈkɔvɔ] (tiếng Đức: Oschekau) là một ngôi làng thuộc khu hành chính của Gmina Dąbrówno, thuộc huyện Ostródzki, Warmińsko-Mazurskie, ở miền bắc Ba Lan. Nó cách Ostróda 30 km (19 mi) về phía nam Ostróda và cách thủ phủ khu vực Olsztyn 45 km (28 mi) về phía tây nam.
Ngôi làng có dân số 150.